# Шаунбург, Александр Христофорович
Александр Христофорович Шаунбург (1800 — 1870) — русский кораблестроитель, член кораблестроительного отделения Морского технического комитета, строитель первых парусно-винтовых кораблей, старший судостроитель Кронштадтского порта, генерал-лейтенант Корпуса корабельных инженеров.

## Биография
Александр Христофорович Шаунбург (встречается как Шаумбург, Шаумберг, Шоунбург) родился 2 июня 1800 года. 10 мая 1812 года поступил воспитанником в младший класс Училища корабельной архитектуры. Учился вместе с будущими впоследствии известными российским кораблестроителями С. О. Бурачеком и И. А. Амосовым.
5 мая 1819 года, выдержав выпускные экзамены, Шаумбург был произведён в тиммерманы, что соответствовало чину XIII класса Табели о рангах. Был командирован в Архангельск для заготовки корабельных лесов.

### Строитель парусных кораблей
С 1822 по 1827 годы проходил службу на Охтенской корабельной верфи в Санкт-Петербурге в чине обученного тиммермана, а затем помощником корабельного мастера. Строил военные суда. В 1823 году за устройство иллюминации в Петергофе был награждён денежной премией в 250 рублей. 26 декабря 1826 года был переименован в прапорщики корпуса корабельных инженеров.
С 1827 по 1831 годы находился в командировке в Англии «для усовершенствования в кораблестроении». 28 декабря 1828 года произведён в подпоручики. После возвращения из командировки участвовал в проводке на камелях бригов «Диомид» и «Патрокл», шхуны «Град» и тендера «Лебедь». 31 декабря 1831 года произведён в поручики. С 1832 года в Санкт-Петербургском Главном адмиралтействе принимал участие в строительстве 74-пушечных линейных кораблей «Арсис» (строитель В. Ф. Стоке), «Смоленск» (строитель А. А. Попов), «Фершампенуаз» (строитель И. А. Амосов) , 84-пушечного линейного корабля «Полтава», на Охтенской верфи 16-пушечной шхуны «Дождь» (строитель К. И. Швабе). 22 июля 1833 года был откомандирован в ревельский порт на должность старшего инженера для исправлений дефектов кораблей эскадры, зимовавшей в Ревеле.
С 1834 года самостоятельно начал строить корабли. 30 апреля 1834 года в Санкт-Петербургском Главном адмиралтействе заложил 7-пушечную плавучую батарею «Гремящая», которую построил и спустил на воду 27 октября 1834 года. Параллельно со строительством плавучей батареи, 12 мая 1834 года А. Х. Шаунбург заложил 24-пушечный фрегат «Постоянство» (типа «Малый»), который был спущен на воду 23 октября 1834 года. В 1834—1840 годах построил на верфях в Новой Голландии два голландских бота, девять канонерских лодок, палубную Островскую лодку, 4 бота, два артиллерийских флашхоута и два эллинга с навесами и пристанями.
6 апреля 1835 года произведён в штабс-капитаны, а 3 июля 1838 года был повышен в чине до капитана. С 1837 по 1847 годы состоял при чертежной Кораблестроительного и Учёного комитета, занимался строительством новых камелей и тимбировкой (капитальным ремонтом с полной сменой обшивки корпуса) кораблей «Арсис», «Кульм», «Кацбах», «Смоленск», «Эмгейтен», «Лефорт», «Владимир», «Полтава», «Фершампенуаз», «Не тронь меня», «Императрица Александра», «Великий князь Михаил», фрегата «Амфитрида», брига «Диомид», шхуны «Дождь» и тендера «Лебедь». 23 марта 1847 года был произведён в подполковники и назначен старшим судостроителем Кронштадтского порта. В 1847 году построил загородную 5-пушечную плавучую батарею с казематом.

### Строитель парусно-винтовых кораблей

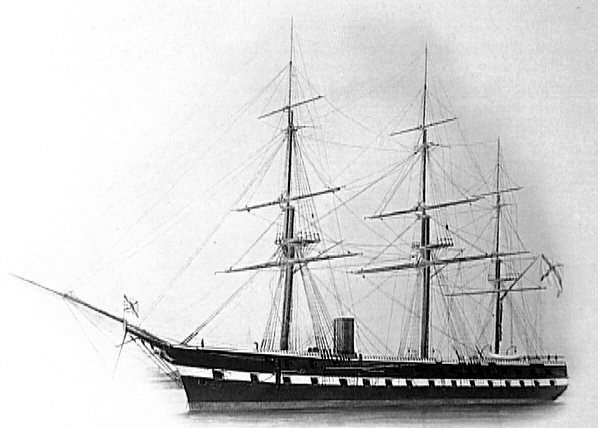
Фрегат «Олег» (1860 год)
Строитель А. Х. Шаунбург

В 1852—1858 годах А. Х. Шаунбург руководил работами по тимберовке в Кронштадтском доке линейных кораблей «Константин», «Вола» и «Орёл» с переоборудованием их в парусно-винтовые. Корпус этих кораблей был удлинён и на них были установлены паровые машины мощностью 450 л. с..
В 1856 году был с Высочайшего благоволения назначен совещательным членом кораблестроительного технического комитета. В 1858 году полковнику А. Х. Шаунбургу была поручена постройка на Кронштадтской верфи первого большого 57-пушечного парусно-винтового фрегата «Олег», который был построен и спущен на воду 4 июля 1860 года. Фрегат имел парусное вооружение и паровую машину мощностью 800 л. с. За постройку фрегата Шаумбург был награждён орденом Святого Владимира 3 степени. 16 марта 1861 года в Северном Петровском доке Кронштадта А. Х. Шаунбург заложил новый 59-пушечный винтовой фрегат «Севастополь», который был спущен на воду 12 августа 1864 года. 1 января 1865 года Шаумбург за постройку фрегата «Севастополь» был произведён в генерал-майоры Корпуса корабельных инженеров.
Весной 1862 года по Высочайшему повелению Главного командира Кронштадтского порта Ф. М. Новосильского и старшего судостроителя порта А. Х. Шаунбурга командировали в Англию и Францию для ознакомления с достижениями этих стран в сооружении броненосных кораблей. В 1866 году А. Х. Шаунбург переведен в Санкт-Петербург и назначен членом кораблестроительного отделения Морского технического комитета. 5 мая 1869 года, в день 50-летнего юбилея начала кораблестроительной деятельности, был произведён в генерал-лейтенанты.
Скончался Александр Христофорович Шаунбург 9 февраля (по другим источникам 7 февраля) 1870 года. Похоронен в Санкт-Петербурге на Волковском лютеранском кладбище.

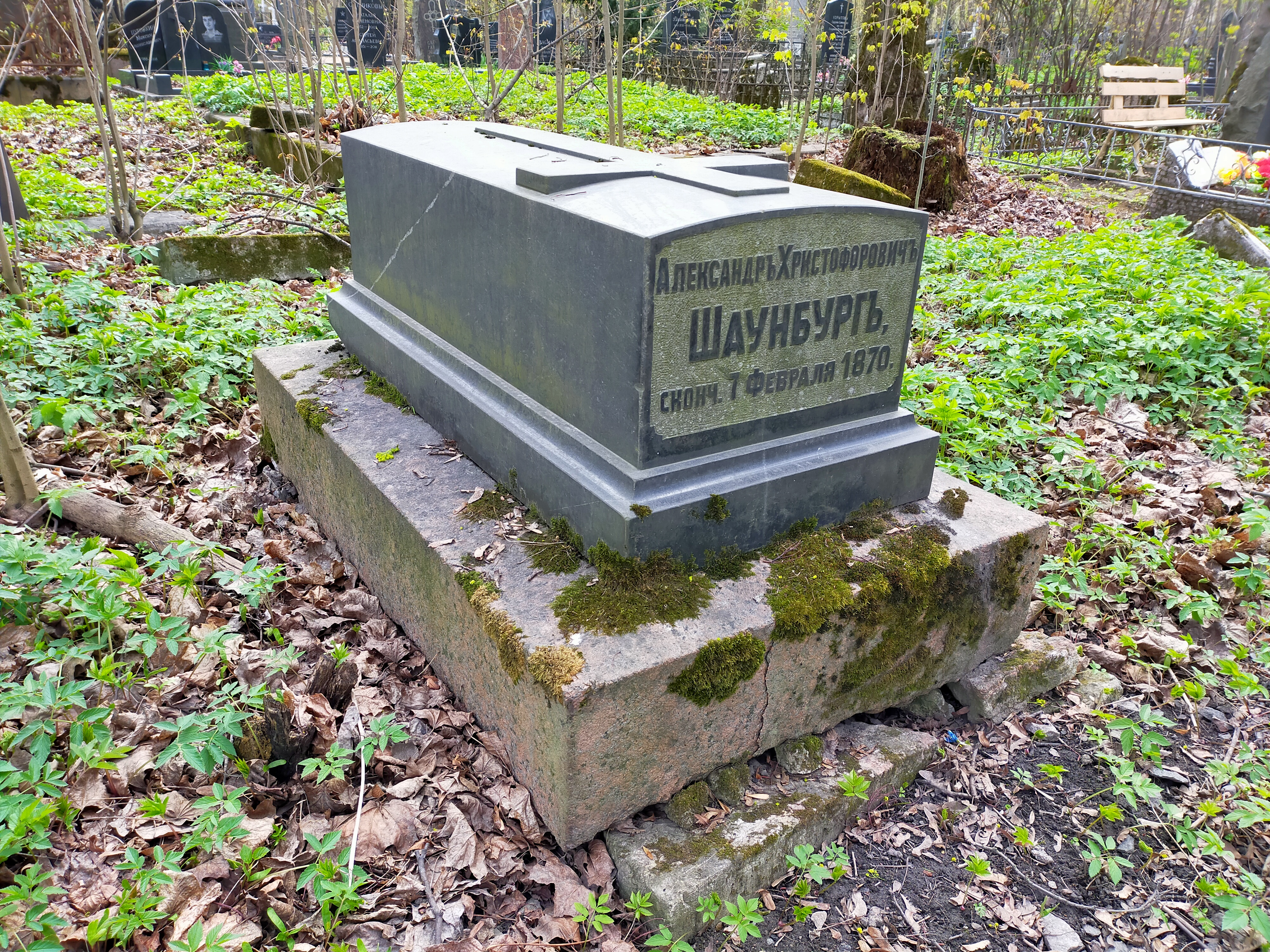
Могила А.Х. Шаунбурга, Волковское лютеранское кладбище

## Награды
- Орден Святого Станислава 3 степени (1842)
- Орден Святой Анны 3 степени (1845)
- Орден Святого Владимира 4 степени (1854)
- Орден Святой Анны 2 степени (1855)
- Орден Святого Владимира 3 степени (1860)[3]